# 李文彩
李文彩（?—1872年），清代廣西永淳（今横县）壯族人，太平天國將領，其所領導的部隊為歷史上最後一支太平軍部队。

## 簡介
為地方知名人物，因屢遭公家打壓而心懷怨恨，1851年乘佃農糾紛，領導壯族起義，1854年二月，攻永淳縣城。1856年正月，遭清兵攻擊，退兵潯州，歸附三合會首領陳開。陳開自號「大成國」，次年以「大成國」精兵陷永淳縣，同年攻克南寧。
不久，在清軍攻擊之下撤退到貴州，投靠太平天國翼王石達開，成為翼王部下。
因其遍擾湘、桂、黔三行省，清兵調集主力攻擊，1872年在黔东被包圍，戰死。距離1864年太平天國京師金陵被破，已有約八年之譜。